# قطرات دمع على قيثارتي
قطرات دمع على قيثارتي أو تيردروبس أون ماي غيتار (بالإنجليزية: Teardrops on My Guitar)‏ ثاني أغنية منفردة تطلقها الفنانة الأمريكية تايلور سويفت. الأغنية عبارة عن فتاة لديها شعور عاطفي نحو فتى يدعى درو، لكن درو يحب فتاة أخرى، كانديس. تتحدث الأغنية عن صعوبة الموقف عندما تقع في حب صديق لك وتعرف أنه لا يمكن أن تحدث بينكما علاقة. كما قالت سويفت أن الأغنية عبارة عن حبك لشخص ما ورغبتك بأن يبادبك الشعور مع البقاء سعيداً. كما أعلنت سويفت أن الأغنية كانت عن زميل في صفها.
حققت الأغنية مبيعات جيدة، حيث أعلن في 8 أغسطس، 2010 أنه حملت الأغنية من الإنترنت في الولايات المتحدة 2,504,000 مرة.

## الفيديو كليب
يبدأ الكليب مع تايلور ودرو وهما عند خزائنهما في المدرسة، حيث يبدأ درو بإخبار تايلور عن فتاة التقى بها ومن ثم يبتعد. لاحقاً يظهر الاثنان في مكتبة المدرسة يقهقهان ومن ثم يُطلب منهما الهدوء. يُظهر مشهد آخر سويفت في صف العلوم وهي تخلط المواد الكيماوية، يفاجئها درو، فيرعبها قليلاً مما يجعلها تفسد الخلطة الكيميائية بإضافة الكثير من المسحوق إلى الخليط، فيدفعه إلى الفيضان. لاحقاً تمشي تايلور في الردهة وترى درو قادماً نحوها، ولكنها تفوته، حيث يذهب إلى حبيبته الجديدة ويقبلها. عندما ترى تايلور هذا، يتحطم قلبها، وتحدق فيهما، ثم تذهب مبتعدة. خلال الفيديو تظهر لقطات لسويفت مرتدية ثوباً أخضر اللون في غرفة نوم، في البداية تكون مستلقية على سريرها مع قيثارتها، ثم تظهر واقفة بجانب مدفأة.

## روابط خارجية
- قطرات دمع على قيثارتي على موقع أول موفي (الإنجليزية)